# Rafa (festiwal szantowy)
Rafa (festiwal szantowy) – organizowany od 1982 w Radomiu, jeden z najstarszych festiwali piosenki żeglarskiej w Polsce i najstarsza impreza cykliczna w Radomiu. Jego pomysłodawcą był Roman Dąbrowski, a głównym organizatorem (od 1989) była Magdalena Bieńkowska (zm. 2021) i klub Bra-De-Li. Od roku 2016 organizacją festiwalu zajmuje się Dom Kultury „Idalin”.

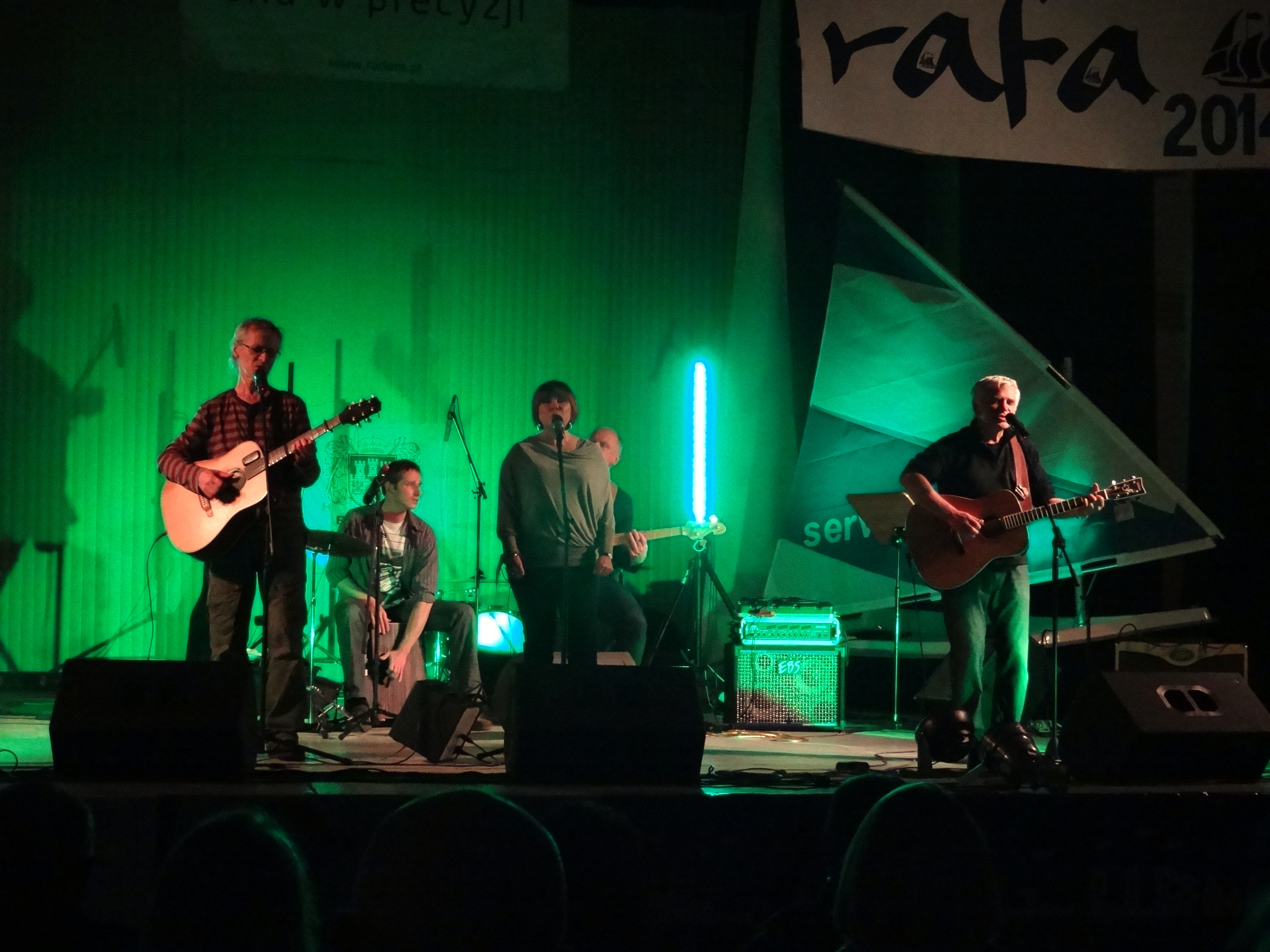
Rafa 2014 – koncert finałowy, występ zespołu Wolna Grupa Bukowina

## Historia
„Rafa” od 1989 jest festiwalem ogólnopolskim. W kolejnych jej edycjach uczestniczyło wiele znanych polskich zespołów szantowych, m.in. Banana Boat, EKT Gdynia, Mietek Folk, Orkiestra Samanta, Ryczące Dwudziestki, Stare Dzwony.
„Rafa” jest także jedną z imprez nominujących na organizowany w Krakowie Międzynarodowy Festiwal Piosenki Żeglarskiej „Shanties”. Podczas konkursu sędziowie oceniają między innymi jakość instrumentalną, wokalną i tekstową prezentowanych utworów, a także samych wykonawców – ich osobowość oraz kontakt z publicznością.
„Rafa” organizowana była pod różnymi nazwami, m.in. Radomskie Spotkania z Piosenką Żeglarską, Ogólnopolskie Spotkanie z Piosenką Żeglarską (edycja 2005), Ogólnopolskie Spotkanie z Piosenką Żeglarską, Turystyczną i Harcerską (edycja 2014). Odbywała się także w różnych miejscach, m.in. w sali koncertowej Urzędu Wojewódzkiego oraz w Ośrodku Kultury i Sztuki „Resursa”. Jubileuszowa XXXV „Rafa” zorganizowana została 6 czerwca 2015 w Muzeum Wsi Radomskiej.
Za organizację XXX Ogólnopolskiego Radomskiego Spotkania z Piosenką Żeglarską „Rafa” 2010 Stowarzyszenie Przyjaciół HKT Bra-De-Li w Radomiu otrzymało w 2011 roku przyznawaną przez Polski Związek Żeglarski Nagrodę Błękitnego Spinakera w kategorii Śródlądowa Impreza Roku.

## Laureaci festiwalu
Zwycięzcami ogólnopolskiego festiwalu „Rafa” w poszczególnych latach byli:
- 1988 – Pakamera
- 1989 – Kant (Bytom)
- 1990 – Wiercipięty (Radom)
- 1991 – Niespodzianka (Radom), Katarzyna Grzela (Bytom)
- 1992 – Jolly Roger (Wałcz)
- 1993 – Niespodzianka (Radom) – II nagroda, pierwszej nie przyznano
- 1994 – Wikingowie (Radom), Justyna Piątek (Radom)
- 1995 – w kat. dziecięcej: Dzieci Kapitana Cooka (Sandomierz), Justyna piątek; w kat. starszej: Qftry (Szczecin), Edyta Mroczkowska (Radom)
- 1996 – 23 HDW Rzeszów, Justyna Piątek (Radom)
- 1997 – Yank Shippers (Sanok)
- 1998 – w kat. młodszej: Dzieci Dunajca (Biały Dunajec), Izabela Puszko (Radom); w kat. starszej: Perskie (Dębica), Justyna Piątek
- 1999 – w kat. młodszej: Radosne Nutki (Zakopane), w kat. starszej: Fair Lady (Radom)
- 2000 – w kat. dziecięcej: Młode Bra-de-Li (Radom), Katarzyna Dyzner (Radom), w kat. starszej: Orkiestra Samanta (Wrocław)
- 2001 – Zespół o Wdzięcznej Nazwie (Teresin), Edyta Omelianiuk
- 2002 – w kat. dziecięcej: Młode Bra-De-Li (Radom); w kat. starszej: Prawy Ostry
- 2003 – w kat. dziecięcej: Żaglówki (Drzewica); w kat. starszej: Fair Lady (Radom)
- 2004 – w kat. do 15 lat: II miejsce – Wędrowcy (Hel) i Muszelka (Radom), pierwszej nagrody nie przyznano; w kat. powyżej 15 lat: Bez komentarza (Grand Prix)
- 2005 – w kat. do 15 lat: I miejsce – Michał „Junior” Basiukiewicz, wyróżnienie – Muszelki (Radom), Szekle (Warszawa); w kat. powyżej 15 lat: I miejsce – B.O.R.Y. (Warszawa i okolice), II miejsce – Watra i Grube Ryby (Przysucha), III miejsce ex equo – Ponton Band i Fałszerze na bis (Sandomierz)
- 2006 – w kat. do lat 15: Trzy po trzy (Augustów); w kat. powyżej lat 15: Morże być (Łańcut), Kasia Dyzner i Karolina Tomaszewska (Radom)
- 2007 – w kat. do lat 15: pierwszej nagrody nie przyznano; w kat. powyżej 15 lat: OKAW Sztorm (Giżycko/Ełk)
- 2008 – Grand Prix: A-QQ (Augustów); w kat. powyżej 15 lat: Mikołaj Ganabisiński (Radom); w kat. poniżej 15 lat: Aleksandra Gorczyca (Radom)
- 2009 – Grand Prix: Old Marinners
- 2010 – ?
- 2011 – ?
- 2012 – w kat. dziecięcej: Katarzyna Czarnecka; w kat. starszej: Marta Włodarczyk
- 2013 – w kategorii piosenki żeglarskiej: I miejsce – Grupa trzymająca ster, II miejsce – By The Wind; w kategorii piosenki turystycznej: Katarzyna Mucha; nagroda specjalna – Małe Piratki; wyróżnienia – Piotr Rogala i zespołu Kapka Marchewki z Molikiem[9]
- 2014 – w kat. do lat 12: Gabrysia Falkiewicz; w kat. do lat 18: Katarzyna Czarnecka; w kat. powyżej 18 lat: Gdynia Radio (Warszawa); wyróżnienia – Karolina Pośnik, Zespół Nimfy, Karolina Suwała[10]
- 2015 – w kat. poniżej 18 lat: miejsce I – Zespół Outsiders, miejsce II – Joanna Tuzimek, Irmina Pijarska, miejsce III – Klaudia Mazurkiewicz, wyróżnienia – Nina Kowalczyk, Katarzyna Niedzielska; w kat. powyżej 18 lat: miejsce I – Marta Włodarczyk[11]
- 2016 – w kat. dziecięcej: miejsce I – Loud Girls; w kat. powyżej 18 lat: miejsce I ex aequo: Niezbędny Balast i The Tamblers[12]
- 2017 – w kat. dziecięcej: nie przyznano pierwszego i drugiego miejsca, miejsce III ex aequo – Amelia Kiełbasa i Julia Fiodorow; w kat. powyżej 18 lat: nie przyznano pierwszego miejsca, miejsce II – zespół Outsiders, miejsce III – Robert „Robi” Krzyżanowski[13]
- 2018 – w kat. dziecięcej: I nagroda – Zespół „Kavem Folk Group” (Augustów), II nagroda – nie przyznano, III nagroda – Zespół „O`Yey” (Augustów), wyróżnienia – Amelia Kiełbasa (Radom) i Michał Błędowski (Radom); w kat. powyżej 18 lat: I nagroda – Roman Tkaczyk (Mikołajki), II nagroda – Zespół „Zwrot przez twarz” (Warszawa), III nagroda – Zespół „Gumowe Szekle” (Słupca). Nagrodę specjalną, ufundowaną przez Radomską Szkołę Rocka – nagranie w studiu nagrań, otrzymał zespół Kavem Folk Group z Augustowa[14]
- 2019 – w. kat. dziecięcej: I nagroda – zespół M3 Band, II nagroda – Amelia Kiełbasa, III nagroda – Julia Fiedorow, wyróżnienie – zespół Radomiś; w kat. powyżej 18 lat: dwie nagrody specjalne – pierwsza dla Marty Kani, druga dla zespołu Kaszaloty z Koszalina[15]